# Baryconus depressus
Baryconus depressus är en stekelart som först beskrevs av Jean-Jacques Kieffer 1910.  Baryconus depressus ingår i släktet Baryconus och familjen Scelionidae. Inga underarter finns listade.